# 斉藤彩 (アナウンサー)
梅原 彩（うめはら あや、旧姓：斉藤、1981年9月9日 - ）は、日本のフリーアナウンサー、ナレーター、マザーズコーチングスクール認定ティーチャー、トラストコーチングスクール認定コーチ。４人の男の子の母。

## 来歴
北海道札幌市で出生の後、小学校1年生から高校卒業までの12年間を青森県青森市で過ごしていた。本人はどちらも出身地であるとしている。
中央大学商学部商業・貿易学科を卒業後、2005年4月に北陸朝日放送に入社。同期の橋本和芳とともに同局のアナウンサーになる。在籍中の2006年12月、第5回ANNアナウンサー賞の「原稿のあるもの」部門で奨励賞を受賞した。
2007年10月に北陸朝日放送を退社し、2008年1月に青森テレビに入社。2012年に退社するまで同局のアナウンサーを務めた。
退社後、青森市や弘前市で子育てをしながら、地元でフリーアナウンサーとして活動。2017年には、マザーズコーチングスクールとトラストコーチングスクールを受講し、MCS認定ティーチャー・TCS認定コーチとしても活動。途中函館市への転居を経て、2021年7月に東京都へ移住した。
なお、しばらくは旧姓の斉藤彩名義で活動していたが、現在は、結婚後の本名である梅原彩名義で活動している。

## 担当番組
脚注の無いデータは、青森テレビ公式サイト内のプロフィールページならびに本人がAmebaで公開しているプロフィールからの参考。単発出演のものについては除外する。

### テレビ番組
- 朝だ!生です旅サラダ（朝日放送） - 石川・富山地区からの中継担当[4][5]
- HABスーパーJチャンネル金曜版（北陸朝日放送）
- 青森の!そこが知りたい（青森テレビ） - 「G・斉藤」名義で出演[ブログ 5]
- おしゃべりハウス（青森テレビ）
- ATVニュースワイド（青森テレビ） - 火曜企画特集担当
- トコトン韓国（青森テレビ）
- あおもり米 de Mori-Mori Kitchen（青森テレビ）[注釈 1]
- マンスリーATV（青森テレビ）
- じしゃばん（青森テレビ） - 不定期コーナー「彩姉のパンキシャ」MC

### ラジオ番組
- アナウンサー・トーキング・バラエティーATV（エフエム青森） - パーソナリティ[ブログ 6]

### ナレーション
- ちゃんちゃんチャンネル(YouTube)レギュラー
- モータリングバイカタオカCM(現在も岡山県内で放送中)
- 読売新聞「ヨミダス」の使い方